# 784 (číslo)
Sedm set osmdesát čtyři je přirozené číslo. Následuje po čísle sedm set osmdesát tři a předchází číslu sedm set osmdesát pět. Římskými číslicemi se zapisuje DCCLXXXIV a řeckými číslicemi ψπδ'.

## Matematika
784 je:
- Čtvercové číslo
- Součet prvních sedmi krychlových čísel ({\displaystyle 1^{3}+2^{3}+3^{3}+4^{3}+5^{3}+6^{3}+7^{3}})
- Druhá mocnina čísla 28
- Abundantní číslo
- Složené číslo
- Šťastné číslo

## Astronomie
- (784) Pickeringia je planetka hlavního pásu, kterou objevil v roce 1914 Joel Hastings Metcalf

## Roky
- 784
- 784 př. n. l.